# Tubualá
Tubualá è un comune (corregimiento) della Repubblica di Panama situato nella comarca di Guna Yala. Si estende su una superficie di 620,4 km² e conta una popolazione di 6.733 abitanti (censimento 2010).